# غنيمون كروي
جنتوم كروي (الاسم العلمي:Gnetum globosum) هو نوع من النباتات يتبع جنس الجنتوم من الفصيلة الجنتوية.